# Замошская волость (Псковская область)

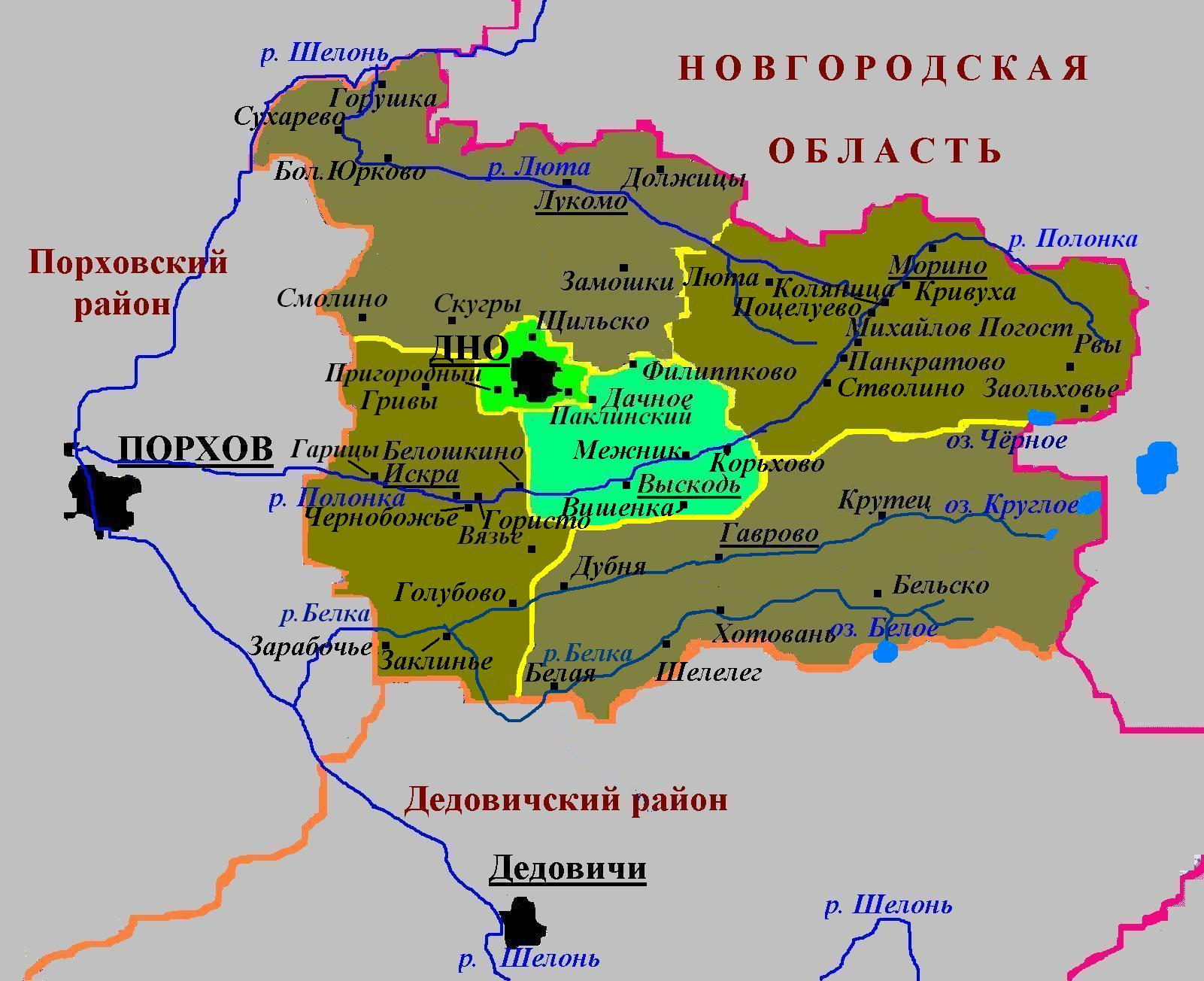
Административное деление Дновского района в 2006—2015 годы

Замошская волость  — бывшая административно-территориальная единица 3-го уровня (1995—2006) в Дновском районе Псковской области России.
Административный центр — деревня Лукомо.

## География
Территория волости находилась на северо-западе района.

## История
Территория этой волости в 1927 году вошла в Дновский район в виде ряда сельсоветов, в том числе Замошского сельсовета.
Указом Президиума Верховного Совета РСФСР от 16 июня 1954 года в Замошский сельсовет был включён Лукомский сельсовет.
Постановлением Псковского областного Собрания депутатов от 26 января 1995 года все сельсоветы в Псковской области были переименованы в волости, в том числе Замошский сельсовет был превращён в Замошскую волость с центром в деревне Лукомо.
Законом Псковской области от 28 февраля 2005 года Замошская волость была упразднена; основная её часть вместе со всей Юрковской волостью вошла  с 1 января 2006 года в новое муниципальное образование Лукомская волость со статусом сельского поселения; другая часть Замошской волости была отнесена к двум другим новым муниципальным образованиям: деревня Филиппково вошла в Выскодскую волость, а деревня Щильско — в городское поселение Дно.

## Населённые пункты
В состав Замошской волости входило 17 населённых пунктов: деревни Бессолово, Валуй, Гривки, Должицы, Замошки, Ивашково, Каменка, Лужки, Лукомо, Любонег, Новодети, Раменье, Старое Село, Филиппково, Черемново, Щильско, разъезд Гачки.